# فيبي ستارفيلد ليبوي
فيبي ستارفيلد ليبوي (بالإنجليزية: Phoebe Starfield Leboy)‏ (29 يوليو، 1936- 16 يونيو، 2012) عالمة أمريكية في علم الكيمياء الحيوية وداعمة للمرأة في مجال العلوم.

## التعليم
حصلت ليبوي على درجة البكالوريا في علم الحيوان من كلية سوارثمور في 1957، والدكتوراة في علم الكيمياء الحيوية من كلية برين ماورفي 1962.

## الحياة العلمية
عملت ليبوي كباحث مشارك في براين ماور (1962-1963)وجامعة بنسيلفانيا مدرسة الطب(1963-1966)، وزمالة ما بعد الدكتوراة في معهد وايزمان للعلوم(1966-1967)، وأستاذ مساعد في قسم الكيمياء الحيوية بجامعة بنسيلفانيا مدرسة الطب (1966-1970)، تم ترقيتها لبروفيسور في مدرسة الطب بالإضافة إلى دراسات عليا في الخلية والبيولوجيا الجزيئية (1976- 2000). حصلت ليبوي على مقعد رئيس مجلس كلية بنسلفانيا (1981-1982)وقسم الكيمياء الحيوية في مدرسة الطب (1992-1995). كانت أستاذًا زائرًا في جامعة كاليفورنيا، سان فرانسيسكو(1979-1980) وكلية ولفسون جامعة أكسفورد (1989-1990).
تعاملت أعمال ليبوي المبكرة مع تعديلات الحمض النووي. وركزت بعد ذلك على الخلايا الجذعية المكوِّنة لعظام البالغين. وضعتها أبحاثها في مقدمة علم التخلق والطب التجديدي.

## الدعم
اهتمت ليبوي بشدة بنقص الفرص المهنية للنساء في العلوم، رغم ذلك وجدت مرشدين مهنيين لها، مثل مستشارة أطروحتها والتي شجعتها لبدء معملها الخاص، «أقربهم لي كان مدام كوري وحتى كانت في الواقع أيضًا جرير جارسون جرير جارسون الممثلة التي لعبت دورها في الفيلم»!
عملت ليبوي لتجعل جامعة بنسلفانيا أكثر أمنًا وترحيبًا بالنساء. في 1970 ترأست وأنشأت «النساء لفرص متساوية» بجامعة بنسلفانيا (WEOUP). حثتها سلسلة اغتصابات داخل الحرم الجامعي على تنظيم اعتصام. كانت عضوًا بلجنة المجلس الجامعي للنساء (Cohn Committee).وكانت مساعد رئيس لفريق عمل بنسلفانياالمعني بالمساواة بين الجنسين (2000-2001).
كانت ناشطة في جمعية المرأة للعلوم(AWIS)لعقود وقامت بمجموعة متنوعة من الأدوار، بما في ذلك المجلس التنفيذي (1974-1976)، وكرئيس (2008-2009). كما عملت في الجمعية الأمريكية للكيمياءالحيوية بلجنة للمرأة (1972-1975)، وبلجنة المرأة في الرابطة الأمريكية لأساتذة الجامعات(1985-1988).
عانت ليبوي من تمييز واضح، أخبرت بصراحة بعد حصولها على الدكتوراة أنه لا هي ولا أي امرأة أخرى يمكن أن يتم استخدامهم للعمل كأستاذ مساعد. في بداية الـ 2000، بعد عقود من «الأشياء الصعبة حقًا» التي أنهت التمييز على أساس الجنس، شككت ليبوي في أهمية جمعية المرأة للعلوم، "ففتح لاري سامرز فمه". كرد على تعليقات 2005 بشان التمثيل الناقص للمرأة في المناصب العلمية والهندسية، قامت بإعادة تركيز جمعية المرأة للعلوم إلى وظيفتها في مجال الدعوة والنظر إلى الصعوبات المنهجية الأكثر دقة للنساء في العلوم.

## حياتها الشخصية
انتهي زواج ليبوي من يوجين ليبوي بالطلاق. تزوجت لاحقًا نيل ناثانسون وأصبحت زوجة أب لأبنائه الثلاثة،(كات، جون، ودانييل). ماتت ليبوي بالتصلب الضموري الجانبي.